# 塔拉索纳德拉曼查
塔拉索纳德拉曼查，是西班牙卡斯蒂利亚-拉曼恰自治区阿尔瓦塞特省的一个市镇。 总面积213km², 总人口6252人（2001年），人口密度29人/km²。